# 盧布沙河
51°57′14″N 14°43′21″E / 51.9539°N 14.7224°E

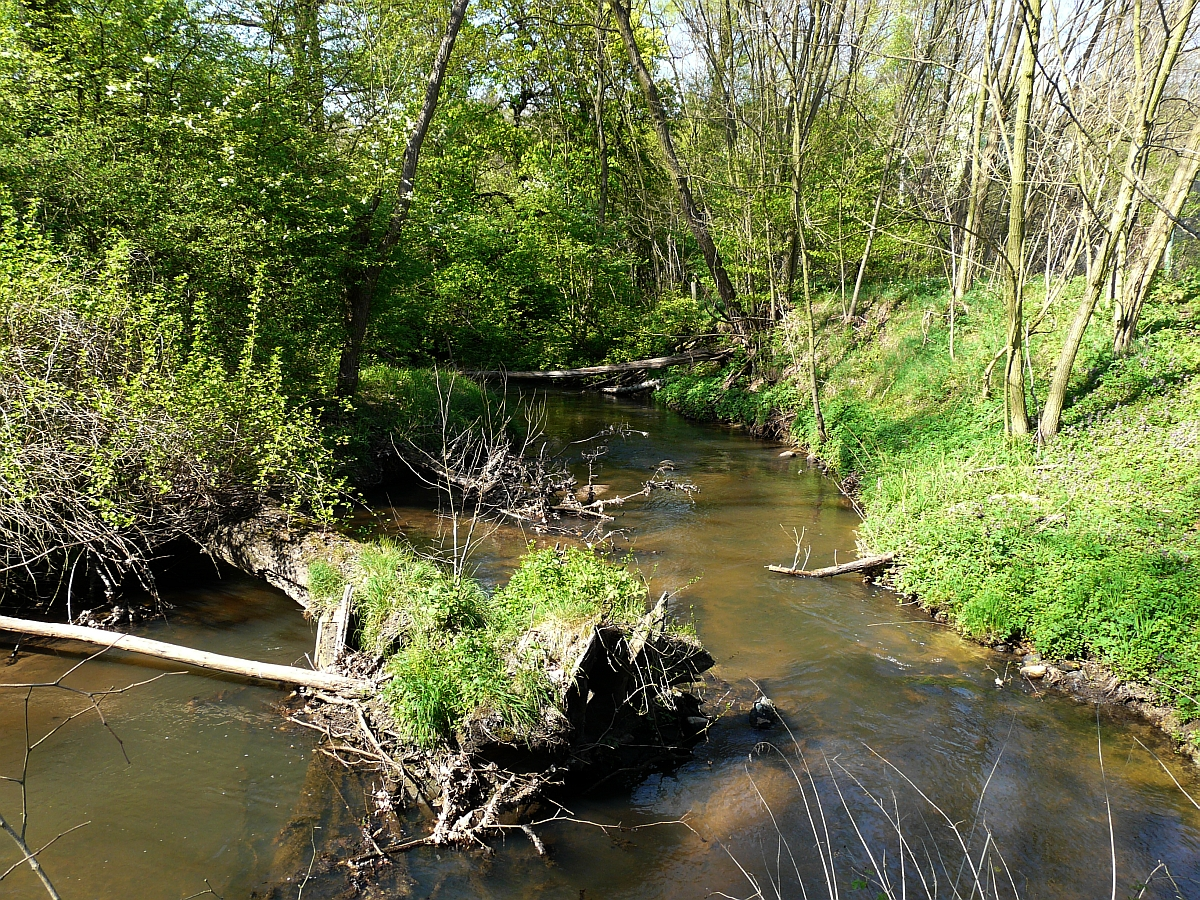

盧布沙河是波蘭的河流，位於該國西部，處於盧布斯卡省，屬於尼薩河的支流，河道全長68公里，流域面積914平方公里，河口處在古賓附近。